# Dražov
Dražov (německy Trossau) je vesnice, část obce Stanovice v okrese Karlovy Vary v Karlovarském kraji. Nachází se asi čtyři kilometry jihovýchodně od Stanovic. Dražov je také název katastrálního území o rozloze 13,72 km².

## Historie
První písemná zmínka o vesnici pochází z roku 1475.

## Obyvatelstvo
Při sčítání lidu v roce 1921 ve vsi žilo 872 obyvatel (z toho 376 mužů) německé národnosti. Kromě jednoho příslušníka nezjišťovaných církví byli římskými katolíky. Podle sčítání lidu z roku 1930 měla vesnice 803 obyvatel: 784 Němců, čtrnáct Romů a pět cizinců. S výjimkou čtyř lidí bez vyznání se hlásili k římskokatolické církvi.
| Rok            | 1869 | 1880 | 1890 | 1900 | 1910 | 1921 | 1930 | 1950 | 1961 | 1970 | 1980 | 1991 | 2001 | 2011 | 2021 |
| -------------- | ---- | ---- | ---- | ---- | ---- | ---- | ---- | ---- | ---- | ---- | ---- | ---- | ---- | ---- | ---- |
| Počet obyvatel | 919  | 930  | 942  | 984  | 970  | 872  | 803  | 262  | 197  | 135  | 104  | 77   | 94   | 129  | 122  |
| Počet domů     | 120  | 123  | 126  | 129  | 132  | 132  | 132  | 125  | 72   | 34   | 28   | 32   | 30   | 36   | 43   |

## Obecní správa
Při sčítání lidu v letech 1869–1975 Dražov byl samostatnou obcí, se kterým patřil nejprve do okresu Karlovy Vary, ale v letech 1900–1930 v okrese Teplá, v roce 1950 v okrese Karlovy Vary-okolí a v letech 1961–1975 v okrese Karlovy Vary. Od 1. ledna 1976 je částí obce Stanovice v okrese Karlovy Vary. V roce 1869 a v letech 1961–1975 k obci patřily Hlinky.

## Pamětihodnosti
- Kaple svatého Víta